# Бангор (Морбіан)

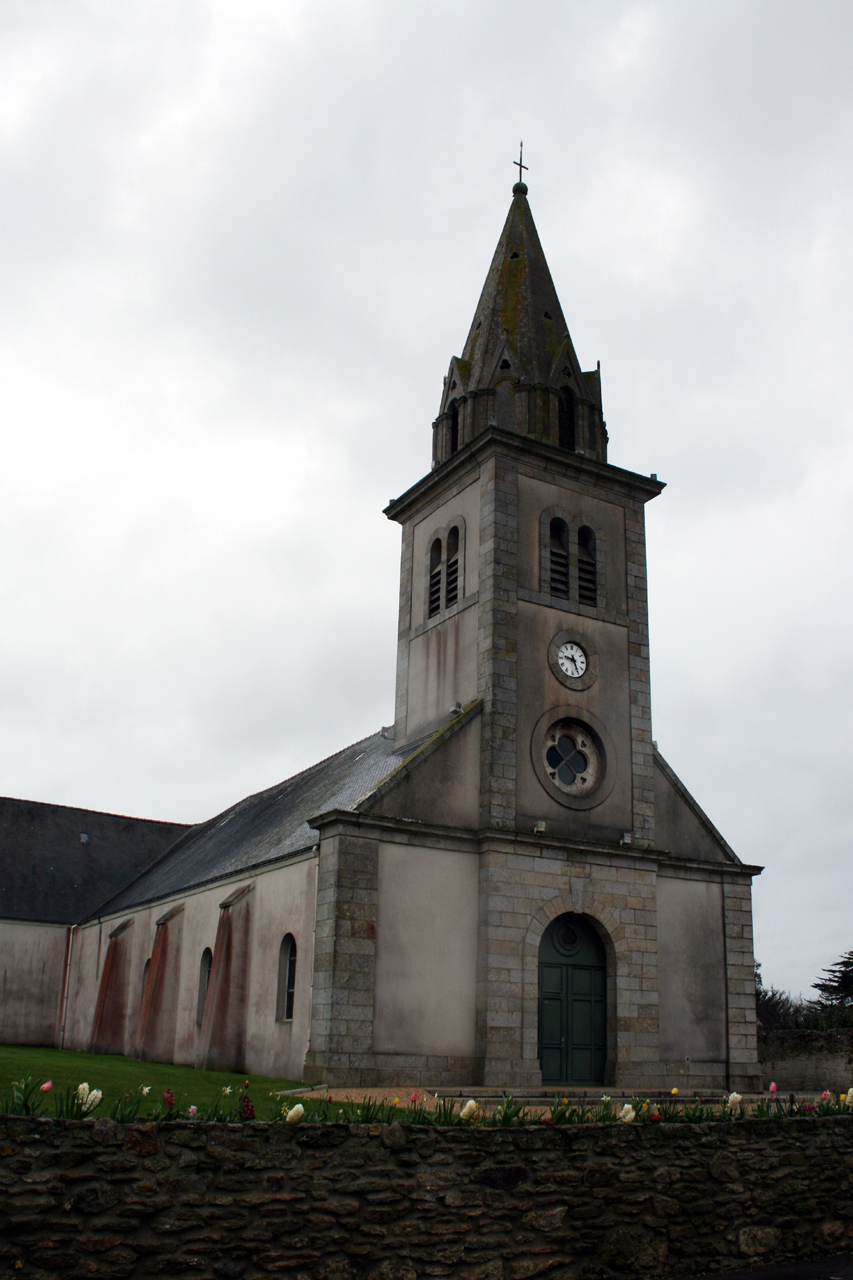
Церква

Банго́р, Банґор (фр. Bangor) — муніципалітет у Франції, у регіоні Бретань, департамент Морбіан. Населення — 1010 осіб (01.01.2021).

## Географія
Муніципалітет розташований на відстані близько 450 км на південний захід від Парижа, 145 км на південний захід від Ренна, 50 км на південний захід від Ванна.

### Клімат
Громада знаходиться у зоні, котра характеризується морським кліматом. Найтепліший місяць — серпень із середньою температурою 18.4 °C (65.1 °F). Найхолодніший місяць — лютий, із середньою температурою 7.5 °С (45.5 °F).
| Клімат Бангора          | Клімат Бангора | Клімат Бангора | Клімат Бангора | Клімат Бангора | Клімат Бангора | Клімат Бангора | Клімат Бангора | Клімат Бангора | Клімат Бангора | Клімат Бангора | Клімат Бангора | Клімат Бангора | Клімат Бангора |
| Показник                | Січ.           | Лют.           | Бер.           | Квіт.          | Трав.          | Черв.          | Лип.           | Серп.          | Вер.           | Жовт.          | Лист.          | Груд.          | Рік            |
| Абсолютний максимум, °C | 14,5           | 14,6           | 21,5           | 25             | 28,2           | 34,8           | 33,8           | 33,4           | 29,9           | 24,8           | 19,2           | 16             | 34,8           |
| Середній максимум, °C   | 9,7            | 9,5            | 11,4           | 13,4           | 16,4           | 19,1           | 21,1           | 21,4           | 19,7           | 16,3           | 12,9           | 10,6           | 15,1           |
| Середня температура, °C | 7,9            | 7,5            | 9,2            | 10,7           | 13,7           | 16,2           | 18,1           | 18,4           | 16,8           | 14,2           | 10,9           | 8,7            | 12,7           |
| Середній мінімум, °C    | 6              | 5,5            | 6,9            | 8              | 10,9           | 13,3           | 15,1           | 15,3           | 13,9           | 12             | 8,9            | 6,7            | 10,2           |
| Абсолютний мінімум, °C  | −10            | −8,4           | −4,8           | −1,6           | 3              | 5,4            | 8,2            | 7,4            | 6,6            | 2              | −3,4           | −6,2           | −10            |
| Норма опадів, мм        | 32.2           | 34.5           | 42.8           | 45.9           | 81.9           | 71.6           | 72.7           | 61.4           | 63.5           | 61.5           | 47             | 50             | 665            |
| ----------------------- | -------------- | -------------- | -------------- | -------------- | -------------- | -------------- | -------------- | -------------- | -------------- | -------------- | -------------- | -------------- | -------------- |
| Джерело: Weatherbase    |                |                |                |                |                |                |                |                |                |                |                |                |                |

## Демографія
Динаміка населення (INSEE ):
Розподіл населення за віком та статтю (2006):
| Стать | Всього | До 15 років | 15-24 | 25-44 | 45-64 | 65-85 | Понад 85 |
| --- | ------ | ----------- | ----- | ----- | ----- | ----- | -------- |
| Чоловіки | 438    | 94          | 35    | 109   | 102   | 98    | 0        |
| Жінки | 442    | 59          | 20    | 117   | 140   | 94    | 12       |
| \| Статево-вікова піраміда \| Статево-вікова піраміда \| Статево-вікова піраміда \| \| ----------------------- \| ----------------------- \| ----------------------- \| \| Чоловіки \| Вік \| Жінки \| \| 0 \| 85 + \| 12 \| \| 8 \| 80-84 \| 12 \| \| 47 \| 75-79 \| 43 \| \| 20 \| 70-74 \| 31 \| \| 23 \| 65-69 \| 8 \| \| 20 \| 60-64 \| 35 \| \| 39 \| 55-59 \| 43 \| \| 16 \| 50-54 \| 31 \| \| 27 \| 45-49 \| 31 \| \| 35 \| 40-44 \| 47 \| \| 20 \| 35-39 \| 23 \| \| 27 \| 30-34 \| 31 \| \| 27 \| 25-29 \| 16 \| \| 8 \| 20-24 \| 4 \| \| 27 \| 15-20 \| 16 \| \| 12 \| 10-14 \| 23 \| \| 27 \| 5-9 \| 20 \| \| 55 \| 0-4 \| 16 \| |        |             |       |       |       |       |          |
| Статево-вікова піраміда |        |             |       |       |       |       |          |
| Чоловіки | Вік    | Жінки       |       |       |       |       |          |
| 0 | 85 +   | 12          |       |       |       |       |          |
| 8 | 80-84  | 12          |       |       |       |       |          |
| 47 | 75-79  | 43          |       |       |       |       |          |
| 20 | 70-74  | 31          |       |       |       |       |          |
| 23 | 65-69  | 8           |       |       |       |       |          |
| 20 | 60-64  | 35          |       |       |       |       |          |
| 39 | 55-59  | 43          |       |       |       |       |          |
| 16 | 50-54  | 31          |       |       |       |       |          |
| 27 | 45-49  | 31          |       |       |       |       |          |
| 35 | 40-44  | 47          |       |       |       |       |          |
| 20 | 35-39  | 23          |       |       |       |       |          |
| 27 | 30-34  | 31          |       |       |       |       |          |
| 27 | 25-29  | 16          |       |       |       |       |          |
| 8 | 20-24  | 4           |       |       |       |       |          |
| 27 | 15-20  | 16          |       |       |       |       |          |
| 12 | 10-14  | 23          |       |       |       |       |          |
| 27 | 5-9    | 20          |       |       |       |       |          |
| 55 | 0-4    | 16          |       |       |       |       |          |

## Економіка
2010 року серед 542 осіб працездатного віку (15—64 років) 393 були активними, 149 — неактивними (показник активності 72,5%, у 1999 році було 65,3%). З 393 активних мешканців працювало 349 осіб (190 чоловіків та 159 жінок), безробітними було 44 (19 чоловіків та 25 жінок). Серед 149 неактивних 24 особи були учнями чи студентами, 79 — пенсіонерами, 46 були неактивними з інших причин.

У 2010 році в муніципалітеті було 448 оподаткованих домогосподарств, у яких проживали 971,0 особи, медіана доходів виносила 18 001 євро на одного особоспоживача

## Галерея зображень

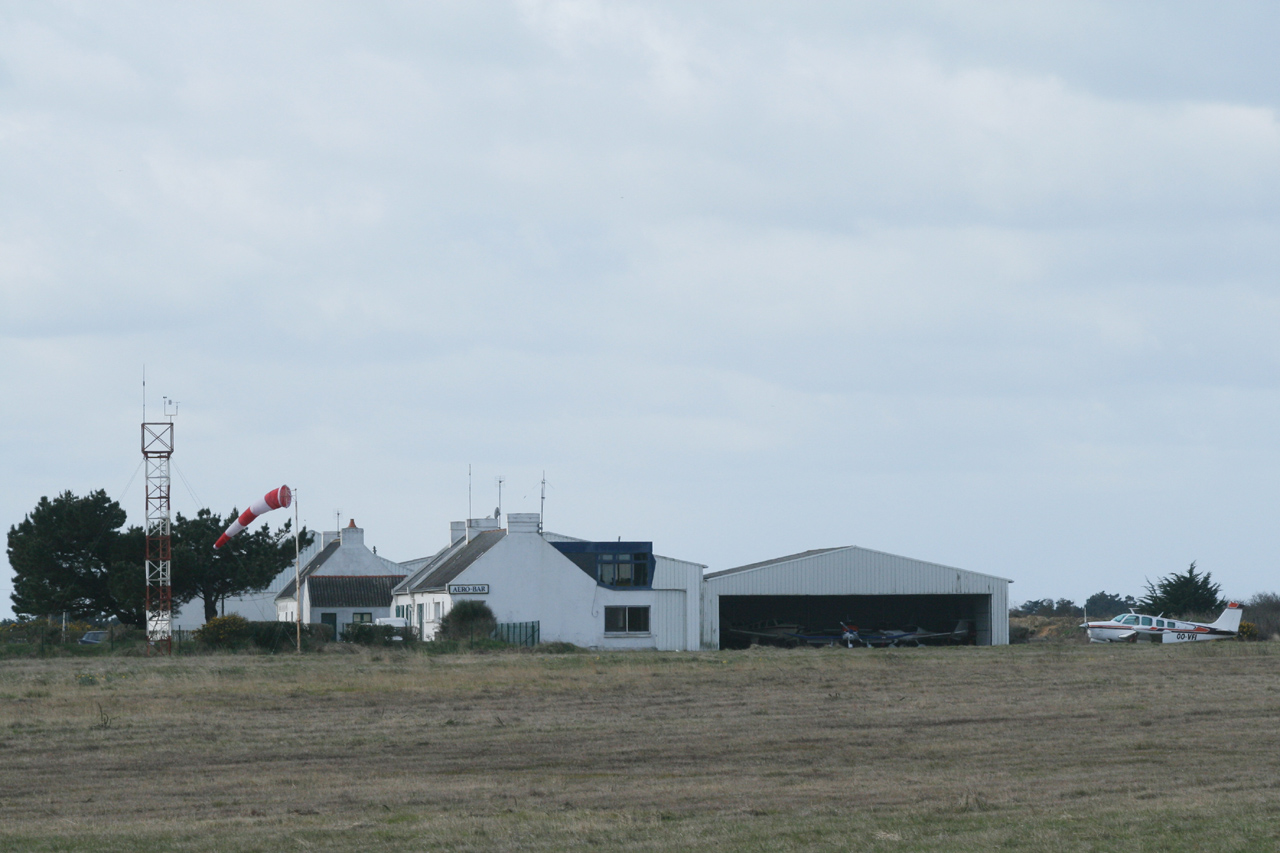
Аеро-клуб
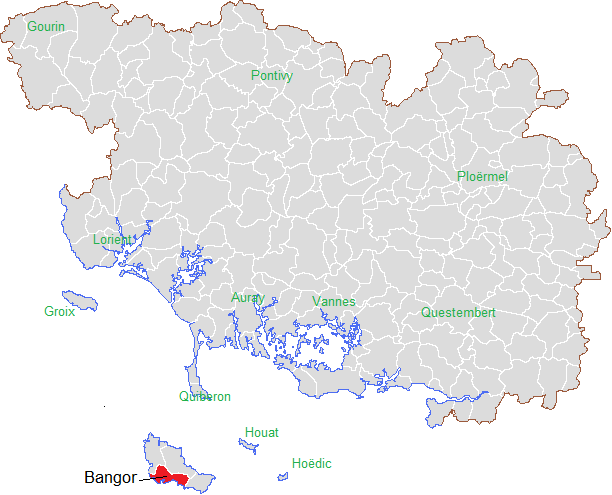
Розташування міста Бангор в департаменті Морбіан
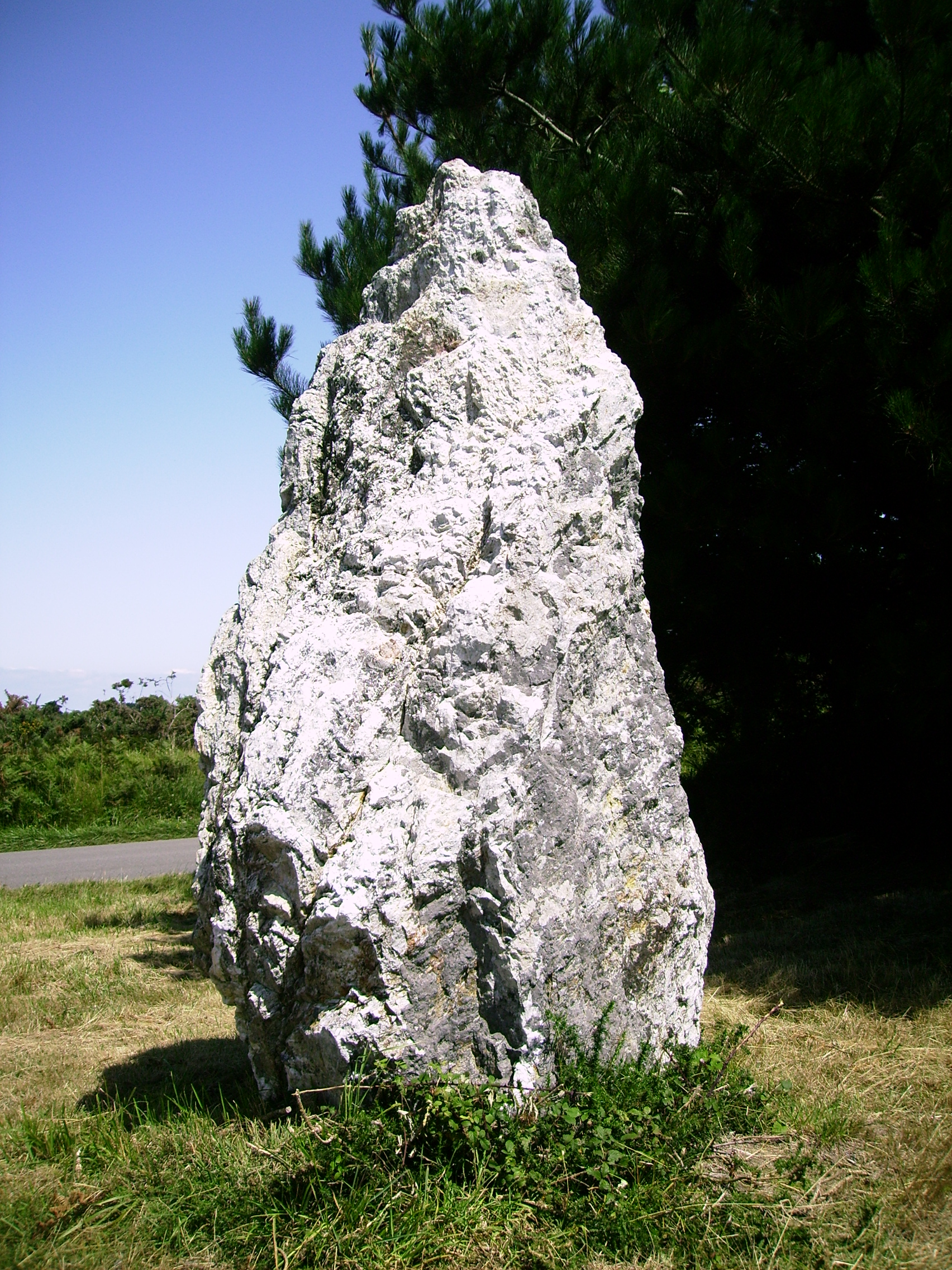
П'єр Сент-Анн
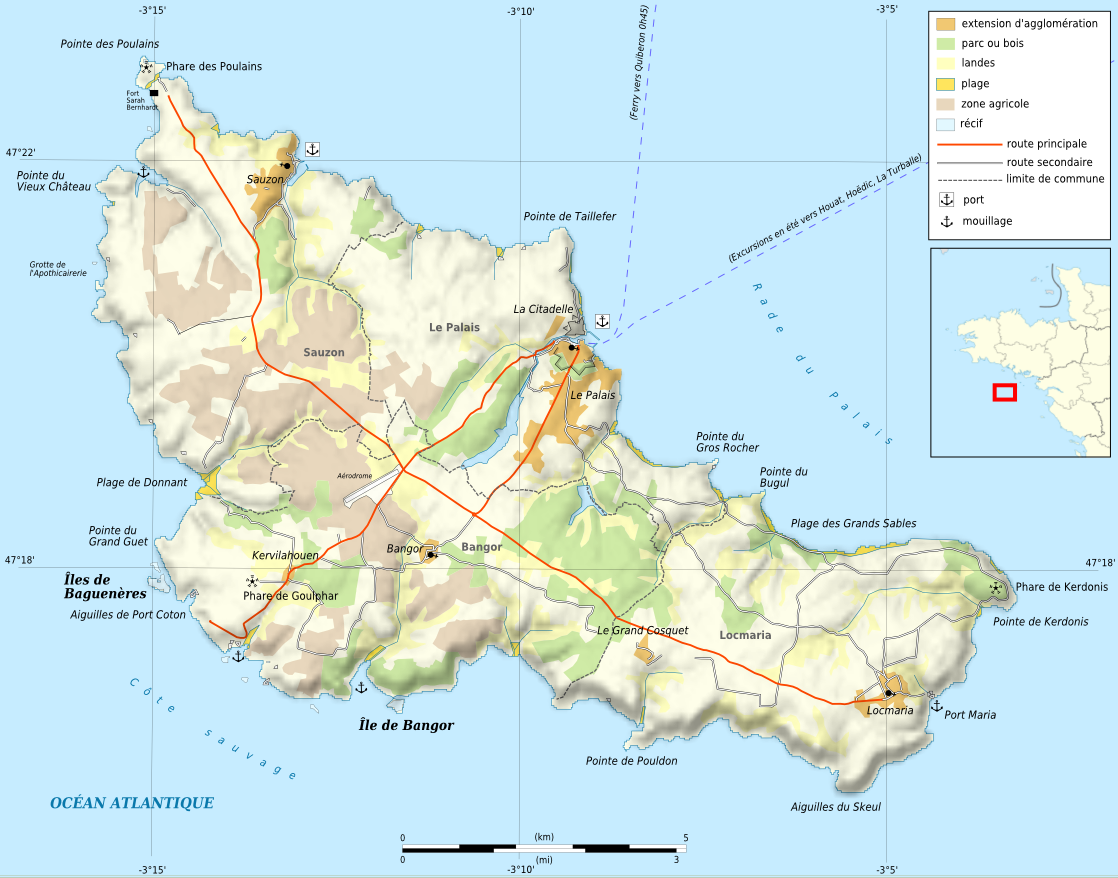
Острів на мапі